# بياتريس سانشيز
بياتريس سانشيز (بالإسبانية: Beatriz Sánchez)‏ (20 ديسمبر 1989 بروتا في إسبانيا - ) هي لاعبة كرة سلة إسبانية في مركز الوسط.

## وصلات خارجية
- بياتريس سانشيز على موقع الاتحاد الدولي لكرة السلة (الإنجليزية)
- بياتريس سانشيز على موقع كرة السلة الأوروبية.كوم (الإنجليزية)
- بياتريس سانشيز على موقع بروبوليرز (الإنجليزية)